# كروز لوبيز أغيلار
كروز لوبيز أغيلار (بالإسبانية: Cruz López Aguilar)‏ هو سياسي مكسيكي، ولد في 3 مايو 1947 في المكسيك. حزبياً، نشط في الحزب الثوري المؤسساتي. وقد انتخب عضو مجلس النواب المكسيك.